# Грузская Григоровка
Грузская Григоровка (укр. Грузька Григорівка) — село, Чкаловский сельский совет, Криворожский район, Днепропетровская область, Украина.
Код КОАТУУ — 1221887702. Население по переписи 2001 года составляло 45 человек.

## Географическое положение
Село Грузская Григоровка находится на берегу Карачуновского водохранилища, на расстоянии в 1 км расположено село Новолозоватка.